# コルセプト
コルセプト （Corsept）は、フランス、ペイ・ド・ラ・ロワール地域圏、ロワール＝アトランティック県のコミューン。
コルセプトは歴史的なブルターニュの一部であり、伝統的な地方区分ではペイ・ド・レ、歴史的な地方区分ではペイ・ナンテに属する。

## 地理

県におけるコルセプトの位置

コルセプトはロワール川南岸に位置する。サン＝ナゼールの南東約19km、ナントの西約50kmに位置する。境界を接するコミューンは、サン・ブレヴァン・レ・パン、サン・ペール・アン・レ、パンブフである。
1999年のINSEEがまとめた順位表によれば、コルセプトは都市圏に含まれない農村型コミューンである。

## 由来
最も広く伝播している由来として、Corseptはラテン語のCorpus Septimumから生じたという説がある。ヴェルトゥのマルティヌスによって創設された、ロワール河岸にある7つめの小教区を指している。この仮説は、歴史家のオジェの1845年刊ブルターニュ地理・文化事典によって裏づけされている。
コルセプトは地元で話されるオイル語の一種ガロ語での名称、Corsètを持つ。

## 歴史
コルセプトは12世紀にはCorsuitoと呼ばれ、1040年にはラウール・ド・コルセプトを領主とする土地だった。礼拝堂がサン・ニコラ・デ・デフュン島にあることが1137年に記載されている。この礼拝堂はティロン修道院の修道士たちによって17世紀まで運営されていた。
コルセプトのうち捨てられていた土地を獲得したルイ13世は、ハンセン病患者の隔離場所を設置しようとしたが、最終的にはサン＝ブレヴァン＝レ＝パンに置かれた。
裁判所が町の郊外に置かれ、そこにはかつて講堂や刑務所が置かれていた。
国有地となって売却されて19世紀から購入者となったのは、パンブフの商人たちであった。
サン＝ナゼール周辺の他の土地と同様に、コルセプトは第二次世界大戦末期にサン・ナゼール・ポケットの中にあったため、ナント周辺の他の土地よりも9ヶ月長く、ドイツによる占領が続いた。

## 人口統計
| 1962年 | 1968年 | 1975年 | 1982年 | 1990年 | 1999年 | 2006年 | 2012年 |
| ------ | ------ | ------ | ------ | ------ | ------ | ------ | ------ |
| 810    | 807    | 951    | 1351   | 1633   | 1965   | 2486   | 2721   |

source=1999年までLdh/EHESS/Cassini、2004年以降INSEE

## 史跡
- サン・マルタン教会[5]
- ル・パスキオ - ロワール川沿い、ドンジュに向かい合う場所に風景画家シャルル・ル・ルーの自宅ル・パスキオがあった。彼の妻マリー・ウフェミーが1848年に、ネゴシアンをしていた祖父から譲り受けたものである。夫妻はここにテオドール・ルソー、ギュスターヴ・ドレ、ジャン・バティスト・コローといった友人の画家たちを迎えた。

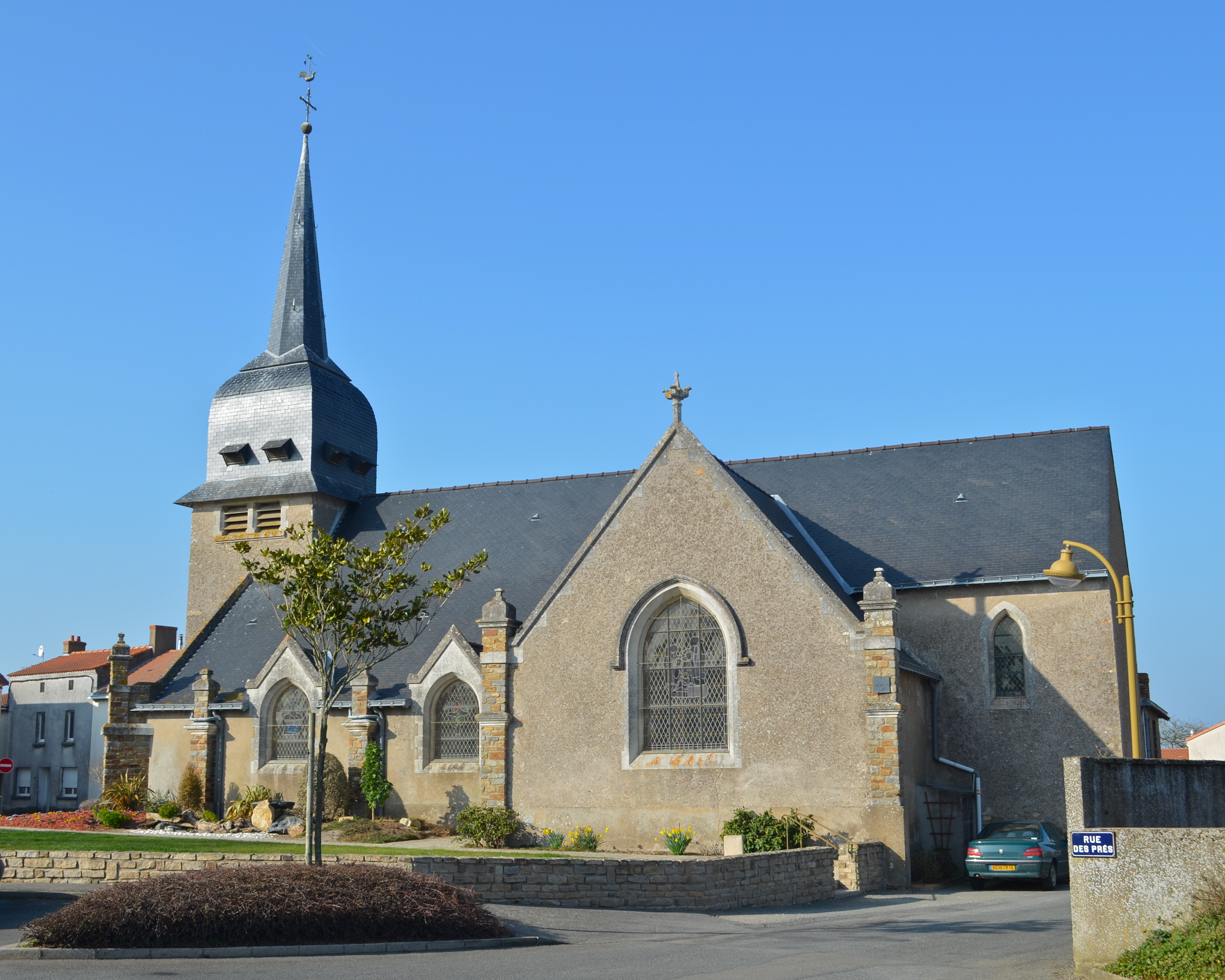
サン・マルタン教会
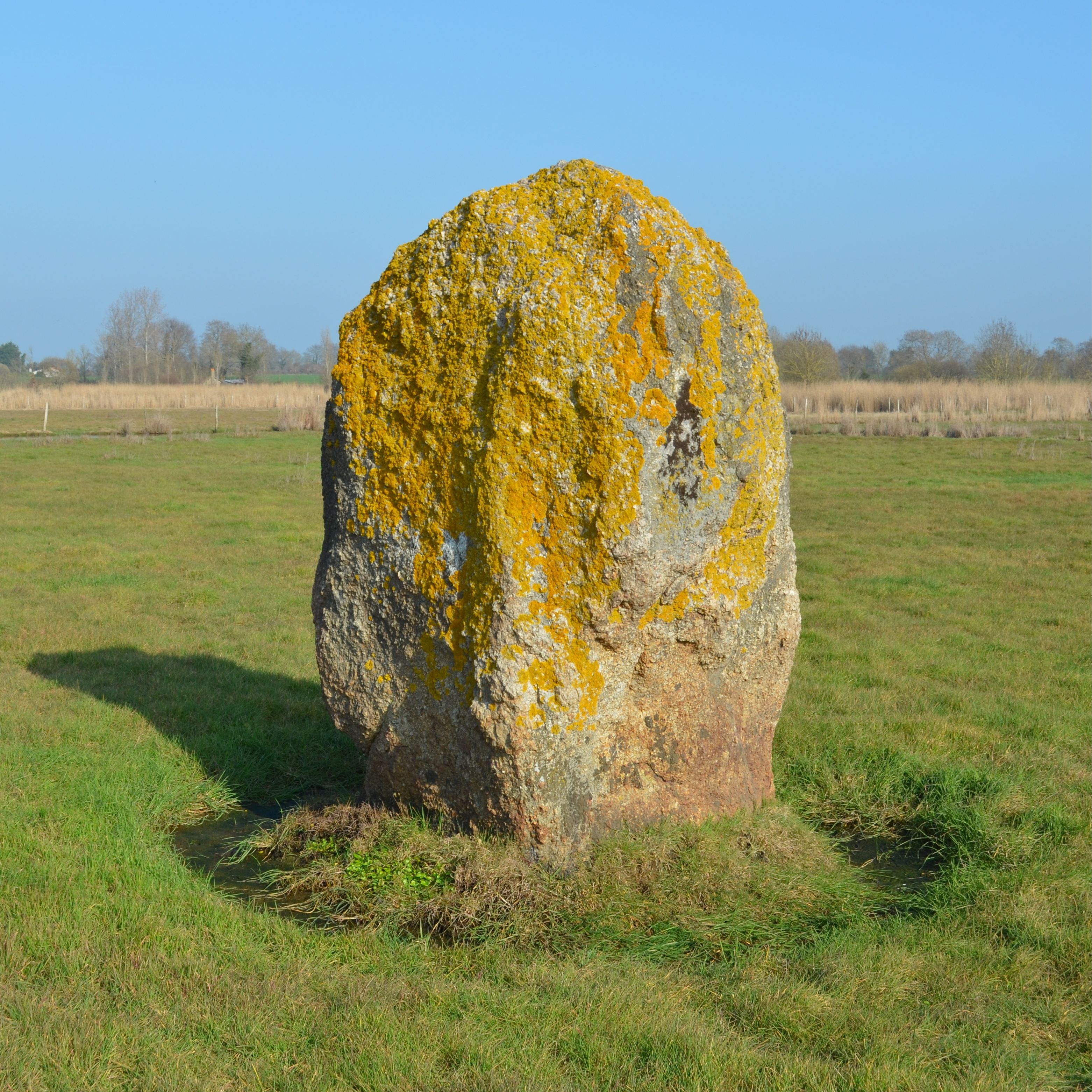
ピエール・ボンドのメンヒル
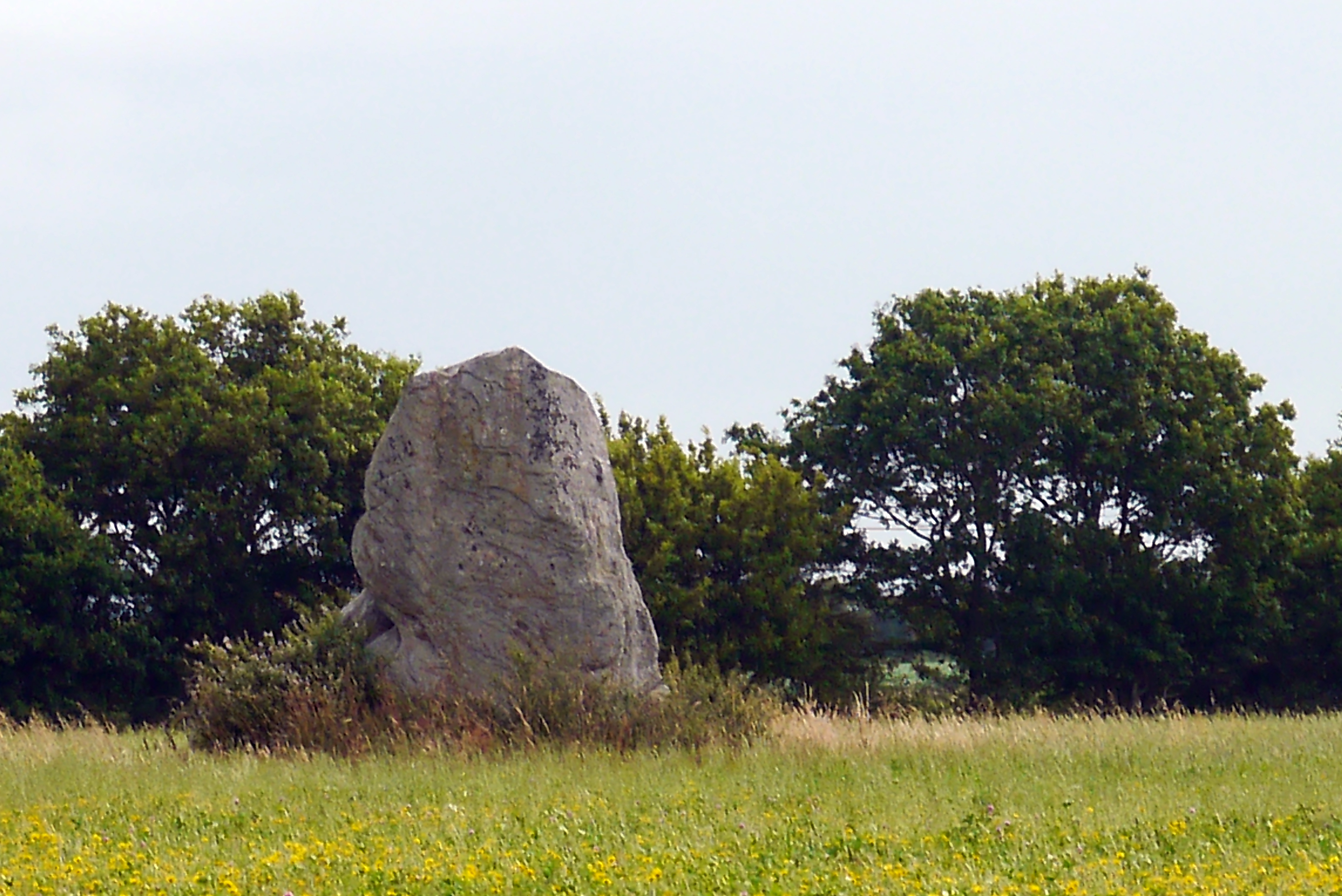
カシスのメンヒル